# Турмакади
Турмакади (англ. Tourmakeady / Toormakeady; ирл. Tuar Mhic Éadaigh) — деревня в Ирландии, находится в графстве Мейо (провинция Коннахт). Является частью Гэлтахта.
Население — 1 500 человек (по переписи 2002 года).